# 克維特內韋 (利維夫州)
49°33′59″N 24°22′6″E / 49.56639°N 24.36833°E
克維特內韋（烏克蘭語：Квітневе）是烏克蘭西部的村莊，隸屬利維夫州的斯特雷區。該村面積1.47平方公里，海拔高度315米，2001年人口419，人口密度每平方公里285.03人。